# NGC 7682
NGC 7682 (również PGC 71566 lub UGC 12622) – galaktyka spiralna z poprzeczką (SBab), znajdująca się w gwiazdozbiorze Ryb. Odkrył ją Heinrich Louis d’Arrest 23 września 1862 roku. Należy do galaktyk Seyferta typu 2. Wraz z sąsiednią galaktyką NGC 7679 stanowi obiekt Arp 216 w Atlasie Osobliwych Galaktyk.